# Crema de fruta
La crema de fruta es un postre usado también para untar que suele hacerse con limón, lima, naranja o frambuesa. Los ingredientes básicos con yema de huevo batida, azúcar, zumo y cáscara de fruta, que se cocinan suavemente juntos hasta que espesan, dejándose entonces enfriar para obtener una crema suave y de sabor intenso. Algunas recetas incluyen también opcionalmente clara de huevo y mantequilla.
A finales del siglo XIX y principios del XX era tradicional en Inglaterra servir crema de limón (lemon curd) casera con pan o scones para acompañar el té como alternativa a la mermelada, además de como relleno para tartas, pasteles pequeños y tartaletas. La crema de limón casera solía hacerse en cantidades relativamente pequeñas, ya que no se conservaba tan bien como la mermelada. En épocas más recientes era factible preparar cantidades mayores gracias a la disponibilidad de la refrigeración. Las cremas fabricadas industrialmente contienen a menudo conservantes y agentes espesantes.
Las cremas industriales modernas siguen siendo popular para untar en pan, scones, tostadas o muffins. También pueden usarse para aromatizar postres o yogures. El pastel de limón, hecho con crema de limón cubierta de merengue, ha sido un postre predilecto en Gran Bretaña y los Estados Unidos desde el siglo XIX.
Las cremas difieren de los rellenos para tartas y las natillas en que contienen una proporción mayor de zumo y cáscara, lo que les da un sabor más intenso. Además, las cremas que contienen mantequilla tienen una textura más suave y cremosa que las tartas y natillas, que no contienen mantequilla y emplean maicena o harina como espesante. Además, a diferencia de las natillas las cremas no suelen tomarse solas.
Existen variantes que emplean diversos cítricos como la lima y la mandarina, fruta de la pasión, mango, y bayas como el arándano o la mora. Se venden cientos de variedades comerciales en todo el mundo.

## Galería

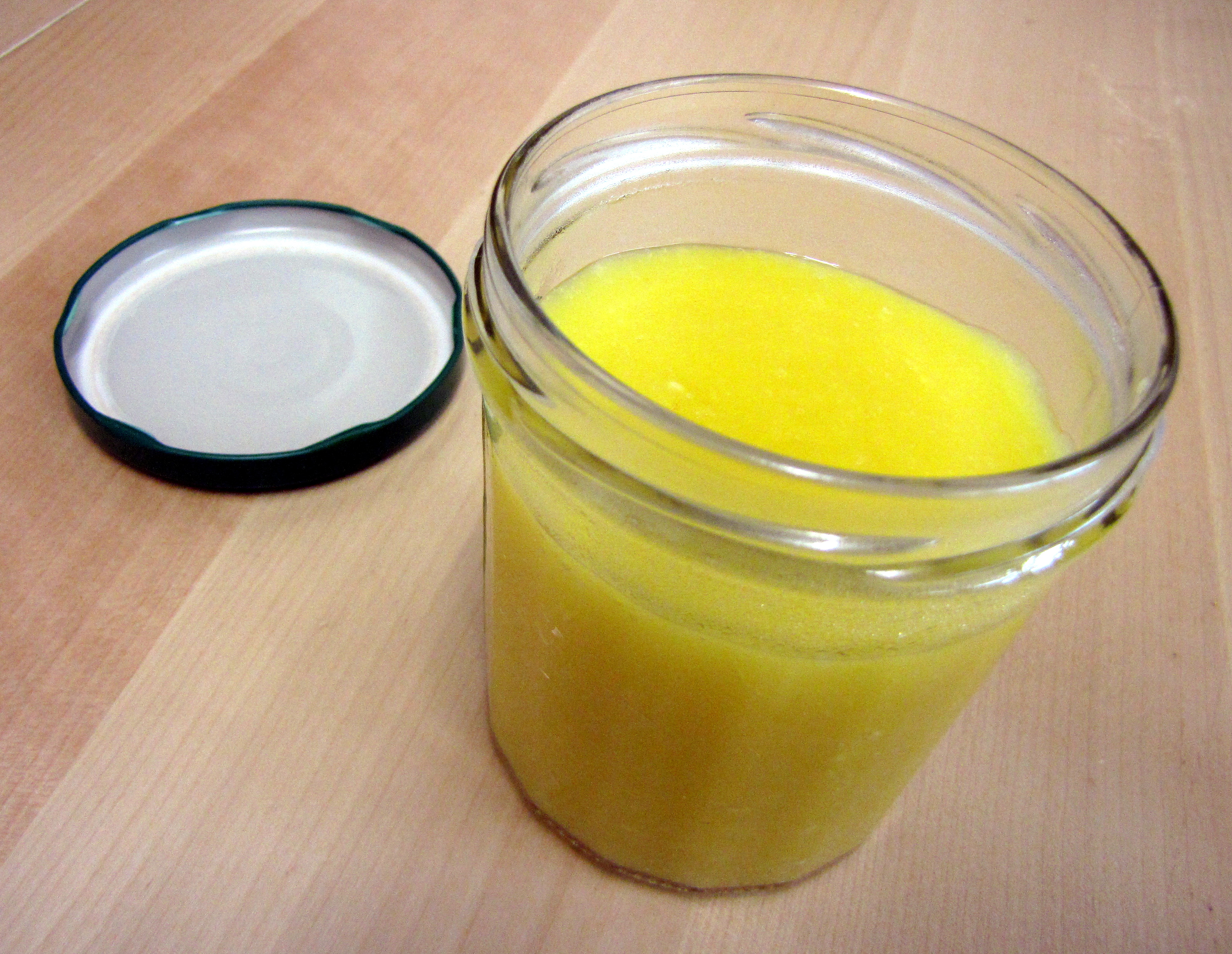
Crema de limón.
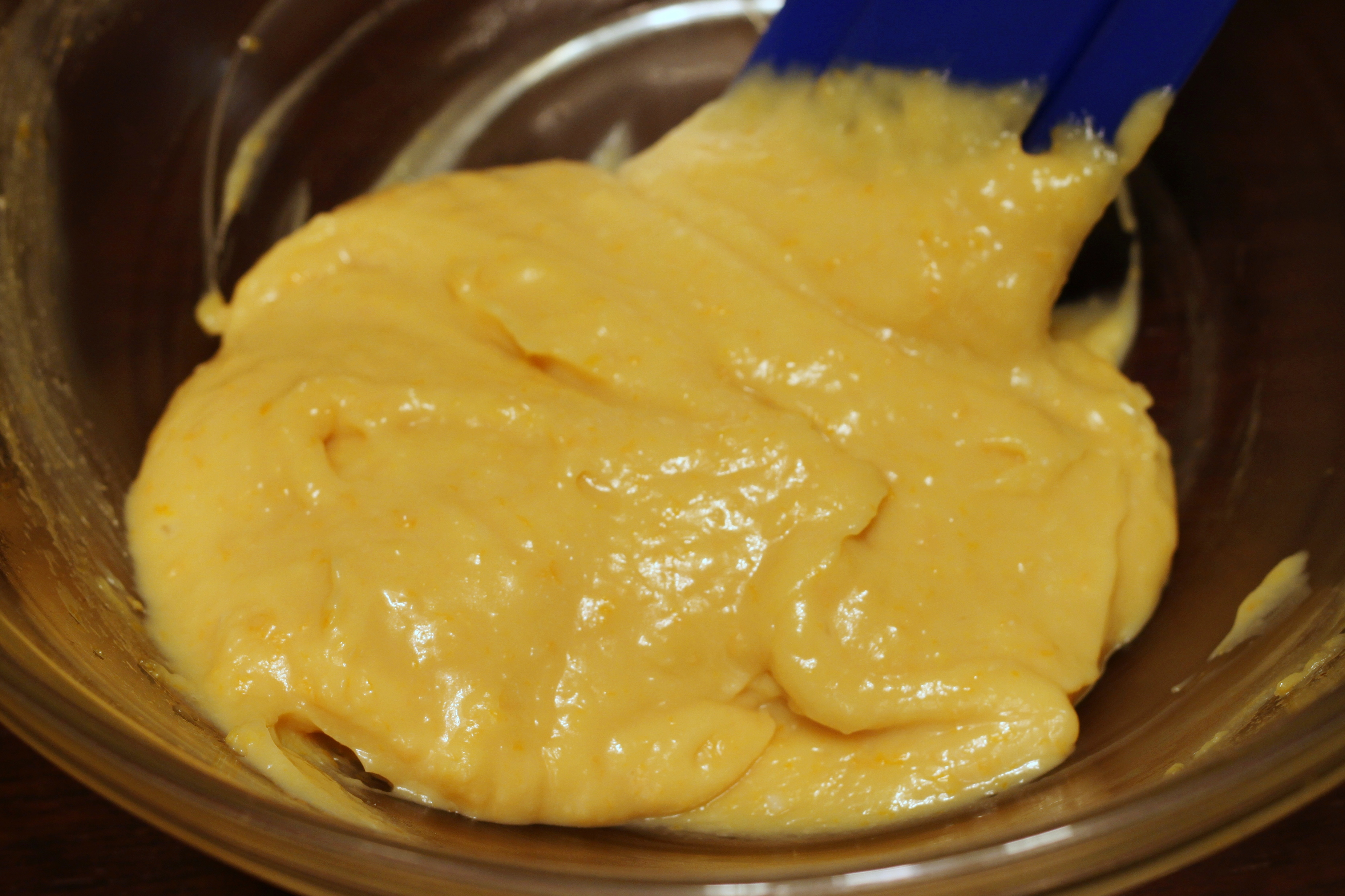
Crema de naranja.